# Senuti
Senuti (iTunes escrito ao contrário) é um programa de computador para o Macintosh escrito por Whitney Young. Foi lançado em 19 de abril de 2006 para copiar canções de um iPod para um computador Macintosh com o sistema operacional Mac OS X 10.3 ou superior.
A última versão tem o número 0.50.1. A aplicação ainda está em desenvolvimento, e é publicada sob uma licença livre. O programa tem uma interface de usuário similar à do iTunes e, ironicamente, implementa a possibilidade de drag-and-drop de canções de um iPod para a biblioteca iTunes, o que a Apple Inc. sempre recusou a implementar no iTunes.
Senuti funciona com quase todos os modelos de iPod; a exceção ainda é o iPod Touch, que não permite ser usado como disco de estocagem externo e, por isso, não é reconhecido pelo programa. Algumas versões beta mais recentes do programa tentam remediar essa situação.